# Торнли, Виктория
Виктория Торнли (англ. Victoria Thornley; род. 30 ноября 1987, Сент-Асаф, Денбишир) — британская гребчиха, выступающая за сборную Великобритании по академической гребле с 2009 года. Серебряная призёрка летних Олимпийских игр в Рио-де-Жанейро, обладательница серебряной и бронзовой медалей чемпионатов мира, чемпионка Европы, победительница и призёрка многих регат национального значения.

## Биография
Виктория Торнли родилась 30 ноября 1987 года в городе Сент-Асаф графства Денбишир, Уэльс. Заниматься академической греблей начала в 2007 году, проходила подготовку в клубе «Лендер» в Хенли-он-Темс.
Впервые заявила о себе в гребле на международной арене в 2009 году, выиграв золотую медаль в распашных рулевых восьмёрках на молодёжном мировом первенстве в Чехии.
Первого серьёзного успеха на взрослом международном уровне добилась в сезоне 2010 года, когда вошла в основной состав британской национальной сборной и в восьмёрках одержала победу на этапе Кубка мира в Бледе. Кроме того, получила серебро и бронзу на этапах в Мюнхене и Люцерне соответственно, финишировала четвёртой на чемпионате мира в Карапиро.
В 2011 году побывала на мировом первенстве в Бледе, откуда привезла награду бронзового достоинства, выигранную в зачёте восьмёрок — в финале пропустила вперёд только команды из Соединённых Штатов и Канады.
Благодаря череде удачных выступлений удостоилась права защищать честь страны на домашних летних Олимпийских играх 2012 года в Лондоне, однако попасть здесь в число призёров не смогла — в восьмёрках показала на финише пятый результат.
После лондонской Олимпиады Торнли осталась в составе гребной команды Великобритании на ещё один олимпийский цикл и продолжила принимать участие в крупнейших международных регатах. Так, в 2013 году в парных одиночках она выступила на чемпионате мира в Чхунджу, тем не менее, сумела квалифицироваться здесь лишь в утешительный финал B и расположилась в итоговом протоколе соревнований на седьмой строке.
В 2014 году в парных двойках заняла пятое место на европейском первенстве в Белграде, тогда как в одиночках на мировом первенстве в Амстердаме оказалась восьмой.
На чемпионате Европы 2015 года в Познани выиграла в парных двойках бронзовую медаль, добавила в послужной список бронзовую награду с этапа Кубка мира в Варезе, в то время как на чемпионате мира в Эгбелете была шестой.
Находясь в числе лидеров британской национальной сборной, благополучно прошла отбор на Олимпийские игры 2016 года в Рио-де-Жанейро — на сей раз вместе с напарницей Кэтрин Грейнджер в решающем финальном заезде парных двоек пришла к финишу второй позади команды из Польши и тем самым завоевала серебряную олимпийскую медаль.
В 2017 году в одиночках одержала победу на европейском первенстве в Рачице, стала серебряной призёркой на двух этапах Кубка мира и на мировом первенстве в Сарасоте.